# Menifee County
Menifee County ist ein County im US-Bundesstaat Kentucky. Das U.S. Census Bureau hat bei der Volkszählung 2020 eine Einwohnerzahl von 6113 ermittelt.
Der Verwaltungssitz (County Seat) ist Frenchburg, das nach dem Richter Richard French benannt wurde. Das County gehört zu den Dry Countys, was bedeutet, dass der Verkauf von Alkohol eingeschränkt oder verboten ist.

## Geographie
Das County liegt im mittleren Nordosten von Kentucky und hat eine Fläche von 534 Quadratkilometern, wovon sechs Quadratkilometer Wasserfläche sind. Es grenzt im Uhrzeigersinn an folgende Countys: Bath County, Rowan County, Morgan County, Wolfe County, Powell County und Montgomery County.

## Geschichte
Menifee County wurde am 10. März 1869 aus Teilen des Bath County, Montgomery County, Morgan County, Powell County und Wolfe County gebildet. Benannt wurde es nach Richard Hickman Menefee, einem Mitglied im US-Kongress.
Sechs Bauwerke und Stätten des Countys sind im National Register of Historic Places eingetragen (Stand 12. Oktober 2017).

## Demografische Daten
Nach der Volkszählung im Jahr 2000 lebten im Menifee County 6.556 Menschen in 2.537 Haushalten und 1.900 Familien. Die Bevölkerungsdichte betrug 12 Einwohner pro Quadratkilometer. Ethnisch betrachtet setzte sich die Bevölkerung zusammen aus 97,64 Prozent Weißen, 1,37 Prozent Afroamerikanern, 0,12 Prozent amerikanischen Ureinwohnern, 0,03 Prozent Asiaten, 0,02 Prozent Bewohnern aus dem pazifischen Inselraum und 0,14 Prozent aus anderen ethnischen Gruppen; 0,69 Prozent stammten von zwei oder mehr Ethnien ab. 1,11 Prozent der Bevölkerung waren spanischer oder lateinamerikanischer Abstammung.
Von den 2.537 Haushalten hatten 32,0 Prozent Kinder und Jugendliche unter 18 Jahre, die bei ihnen lebten. 62,4 Prozent waren verheiratete, zusammenlebende Paare, 8,8 Prozent waren allein erziehende Mütter, 25,1 Prozent waren keine Familien, 22,1 Prozent waren Singlehaushalte und in 9,1 Prozent lebten Menschen im Alter von 65 Jahren oder darüber. Die Durchschnittshaushaltsgröße betrug 2,49 und die durchschnittliche Familiengröße lag bei 2,88 Personen.
Auf das gesamte County bezogen setzte sich die Bevölkerung zusammen aus 24,9 Prozent Einwohnern unter 18 Jahren, 10,1 Prozent zwischen 18 und 24 Jahren, 28,1 Prozent zwischen 25 und 44 Jahren, 25,2 Prozent zwischen 45 und 64 Jahren und 11,8 Prozent waren 65 Jahre alt oder darüber. Das Durchschnittsalter betrug 36 Jahre. Auf 100 weibliche Personen kamen 101,8 männliche Personen. Auf 100 Frauen im Alter von 18 Jahren alt oder darüber kamen statistisch 98,1 Männer.
Das jährliche Durchschnittseinkommen eines Haushalts betrug 22.064 US-Dollar, das Durchschnittseinkommen der Familien betrug 26.325 USD. Männer hatten ein Durchschnittseinkommen von 25.670 USD, Frauen 17.014 USD. Das Prokopfeinkommen betrug 11.399 USD. 23,4 Prozent der Familien und 29,6 Prozent der Bevölkerung lebten unterhalb der Armutsgrenze. Davon waren 38,5 Prozent Kinder oder Jugendliche unter 18 Jahre und 23,4 Prozent waren Menschen über 65 Jahre.

## Orte im County
- Artville
- Big Woods
- Cornwell
- Dan
- Denniston
- Fagan
- Frenchburg
- Korea
- Mariba
- Means
- Pomeroyton
- Ratliff
- Rothwell
- Scranton
- Sudith
- Wellington